# تشاك ميلر
تشاك ميلر (بالإنجليزية: Chuck Miller)‏ هو لاعب كرة قاعدة أمريكي، ولد في 18 سبتمبر 1889 في وودفيل في الولايات المتحدة، وتوفي في 16 يونيو 1961 في هيوستن في الولايات المتحدة.

## وصلات خارجية
- تشاك ميلر على موقعبيزبول رفرنس.كوم (الدوري الرئيسي) (الإنجليزية)
- تشاك ميلر على موقعبيزبول رفرنس.كوم (الدوري الثانوي) (الإنجليزية)